# Пузанчиков, Николай Иванович
Николай Иванович Пузанчиков (1891 — 1973) — советский хозяйственный, государственный и политический деятель, Герой Социалистического Труда.

## Биография
Родился в 1891 году в деревне Тимонино Московской губернии. Член ВКП(б) с 1943 года.
С 1904 года — на хозяйственной, общественной и политической работе. В 1904—1962 гг. — кожевник на фабрике, разнорабочий, крестьянин, колхозник, бригадир, заведующий молочно-товарной фермой, председатель колхоза «Маяк» Раменского района Московской области, председатель колхоза имени Молотова/«40 лет Октября» Раменского/Люберецкого района Московской области.
Указом Президиума Верховного Совета СССР от 30 января 1957 года присвоено звание Героя Социалистического Труда с вручением ордена Ленина и золотой медали «Серп и Молот».
Избирался депутатом Верховного Совета СССР 4-го и 5-го созывов.
Умер в 1973 году.